# Joseph LoDuca
Joseph LoDuca (Detroit, Míchigan, Estados Unidos, 1958) es un compositor de música para cine y televisión estadounidense. Es muy conocido por haber compuesto la música de las series de televisión Spartacus: Blood and Sand, Leverage, Hercules: The Legendary Journeys, Xena: la princesa guerrera, American Gothic, Jack of All Trades y la serie de telefilmes The Librarian. LoDuca, quien fue un consumado guitarrista de jazz en Detroit, suele componer música para las películas y series de los productores y directores Sam Raimi, Dean Devlin y del actor Bruce Campbell.
LoDuca ha recibido dos Premios Primetime Emmy y otras once nominaciones a los mismos, así como el reconomimiento de la ASCAP al trabajo más reseñable durante cuatro años consecutivos. También cuenta con una nominación a los premios César en la categoría de mejor música escrita para una película por la película francesa El pacto de los lobos.